# La Patrulla Condenada (Gerard Way)
Desde 2016, el historietista y músico estadounidense Gerard Way es el escritor del cómic de superhéroes La Patrulla Condenada, en colaboración con el dibujante Nick Derington. El primer capítulo fue publicado el 14 de septiembre de 2016, bajo el sello editorial Young Animal, que pertenece a DC Comics y es dirigido por el propio Way.
Tras la publicación de los primeros seis capítulos, se puso a la venta el 31 de mayo de 2017 la revista que compila el primer volumen, titulada Ladrillo a ladrillo. Por su parte, la revista del segundo volumen se publicó el 19 de diciembre de 2018, y lleva por título Nada.
La Patrulla Condenada apareció en el crossover Las guerras lácteas, que une a personajes de Young Animal y de DC, y fue publicado entre marzo y abril de 2018.

## Ladrillo por ladrillo.
En esta nueva etapa la protagonista es Casey Brinke, una joven paramédica que cubre el turno nocturno, y quien tiene que lidiar con pasado tan bizarro que no sabe lo que es real y lo que es fantasía. Con su compañero, Sam Reynolds, su entorno comienza a ponerse raro para ella cuando está en una llamada y termina conociendo a Robotman, siendo todo un cascarrabias. La aventura de este pequeño grupo hace que los miembros de la Doom Patrol se vuelva a formar para evitar que una raza alienante invada y conquiste la tierra mediante establecimientos de comida rápida llamados Danny Burgers. 